# 天主教巴巴奧約教區
天主教巴巴奧約教區（拉丁語：Dioecesis Babahoiensis）是厄瓜多爾一個羅馬天主教教區，屬瓜亞基爾總教區。
1948年7月15日設宗座監牧區，1951年9月10日升為自治監督區。1994年8月22日升為教區。
教區位於洛斯里奧斯省。2006年有教友555,000人（佔轄區總人口73.9%）、廿一個堂區、卅三名司鐸。現任教區主教為馬爾谷·佩雷茲·凱塞多。